# Frank Luther
Frank Luther als Francis Luther Crow (* 5. August 1900 in Bakersfield, Kalifornien; † 16. November 1980 in New York City) war ein US-amerikanischer Old-Time-Musiker, der seine größten Erfolge in den späten 1920er und frühen 1930er Jahren verzeichnen konnte. Er nahm Platten für die Brunswick Records, Challenge Records, Decca und für Vocalion auf.

## Leben

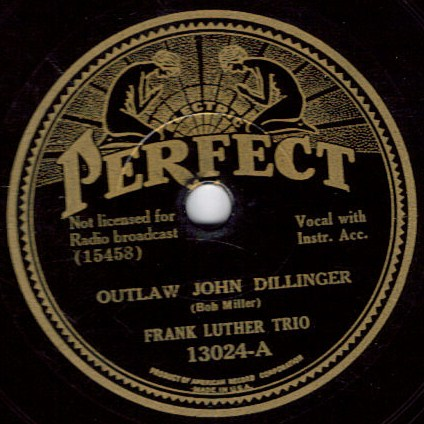
Outlaw John Dillinger, 1934

Frank Luther wuchs in Kansas auf. Dort spielte er als Pianist in verschiedenen kleinen Bands, bevor er 1928 nach New York City zog. Hier lernte Luther den Musiker Carson Robison kennen, der schon als Hintergrundmusiker Vernon Dalharts und Wendell Halls gespielt hatte. Zusammen mit Robison schrieb und spielte verschiedenen Titel ein und trat regelmäßig in Ethel Park Richardsons Radioshow auf. Das Duo arbeitete auch erfolgreich mit anderen Sängern wie Phil Crow zusammen, ihr Titel In The Cumberland Mountains von 1931 wurde ein Hit. Kurze Zeit später traf er die Fiddlerin Zora Layman, die schon mit Carson Robison gespielt hatte, und heiratete sie wenig später. Durch seine Ehe mit Layman bewegte er sich langsam von der Countrymusik weg, Luther schrieb und sang stattdessen Kinderlieder.
Mit Leo Reisman nahm er 1933 die Originalversion von Yesterdays auf, die ein Charterfolg war.  Nur noch für seine Frau Zora schrieb er den Countrytitel When the Curtains of the Night Are Pinned Back By the Stars, den sie 1937 zusammen mit der Band The Hometowners aufnahm. In den folgenden Jahren setzte er sich jedoch immer mehr zur Ruhe.
Frank Luther starb am 16. November 1980 im Alter von 80 Jahren.

## Titel (Auswahl)
- In the Cumberland Mountains, mit Carson Robison und Phil Crowe
- Ohio River Blues
- The Big Rock Candy Mountains
- Little Girl Dressed in Black
- Oklahoma Blues
- In the Valley of the Moon